# Juri Grigorjewitsch Reschetnjak

Juri Reshetnyak (2004)

Juri Grigorjewitsch Reschetnjak (russisch Ю́рий Григо́рьевич Решетня́к, Yurii Grigorievich Reshetnyak; * 26. September 1929 in Leningrad; † 17. Dezember 2021) war ein sowjetischer Mathematiker.

## Leben
Reschetnjaks Familie stammte aus der Oblast Kuban und wurde nach Leningrad umgesiedelt, wo er 1951 die Universität abschloss und danach bei Alexander Danilowitsch Alexandrow über Geometrie zu arbeiten begann. Er promovierte 1954 und habilitierte 1960 mit der Konstruktion isothermaler Koordinaten auf Alexandrow-Flächen. Seine in den 1950er Jahren nur auf Russisch erschienenen Arbeiten spielten eine wichtige Rolle in der Entwicklung der geometrischen Analysis, erschienen aber erst 2023 in englischer Übersetzung.
Seit 1957 arbeitete er in Akademgorodok. In den 1960er Jahren arbeitete er über Abbildungen beschränkter Verzerrung in höheren Dimensionen. 1968 bewies er den Verklebesatz von Reshetnyak.
Er erhielt 2000 die Lobatschewski-Medaille. Er war seit 1981 korrespondierendes und seit 1987 Vollmitglied der sowjetischen Akademie der Wissenschaften sowie seit 1996 auswärtiges Mitglied der finnischen Akademie der Wissenschaften. Er war Herausgeber des Siberian Mathematical Journal.